# Літинський заказник
Лі́тинський зака́зник — ландшафтний заказник місцевого значення в Україні. Розташований у межах Ковельського району Волинської області, між селами Літин і Грушівка.
Площа 160 га. Статус надано 1993 року за розпорядженням Волинської обласної ради народних депутатів від 03.03.1993 № 18-р. Перебуває у віданні філії «Ковельське лісове господарство», Радовичівське л-во, кв. 15, 16.
Статус надано з метою збереження частини лісового масиву з сосново-дубовими насадженнями віком близько 100 років.
У підліску зростають крушина ламка, горобина звичайна, у трав'яному покриві - різні види папоротей, чорниця, суниці лісові, лікарські рослини, у т. ч. плавун булавоподібний. Водяться тетерук, орябок, дятел чорний і зелений. Також зростають види рослин, занесені до Червоної книги України, зокрема вовчі ягоди пахучі, лілія лісова і зозулині черевички справжні.

## Галерея

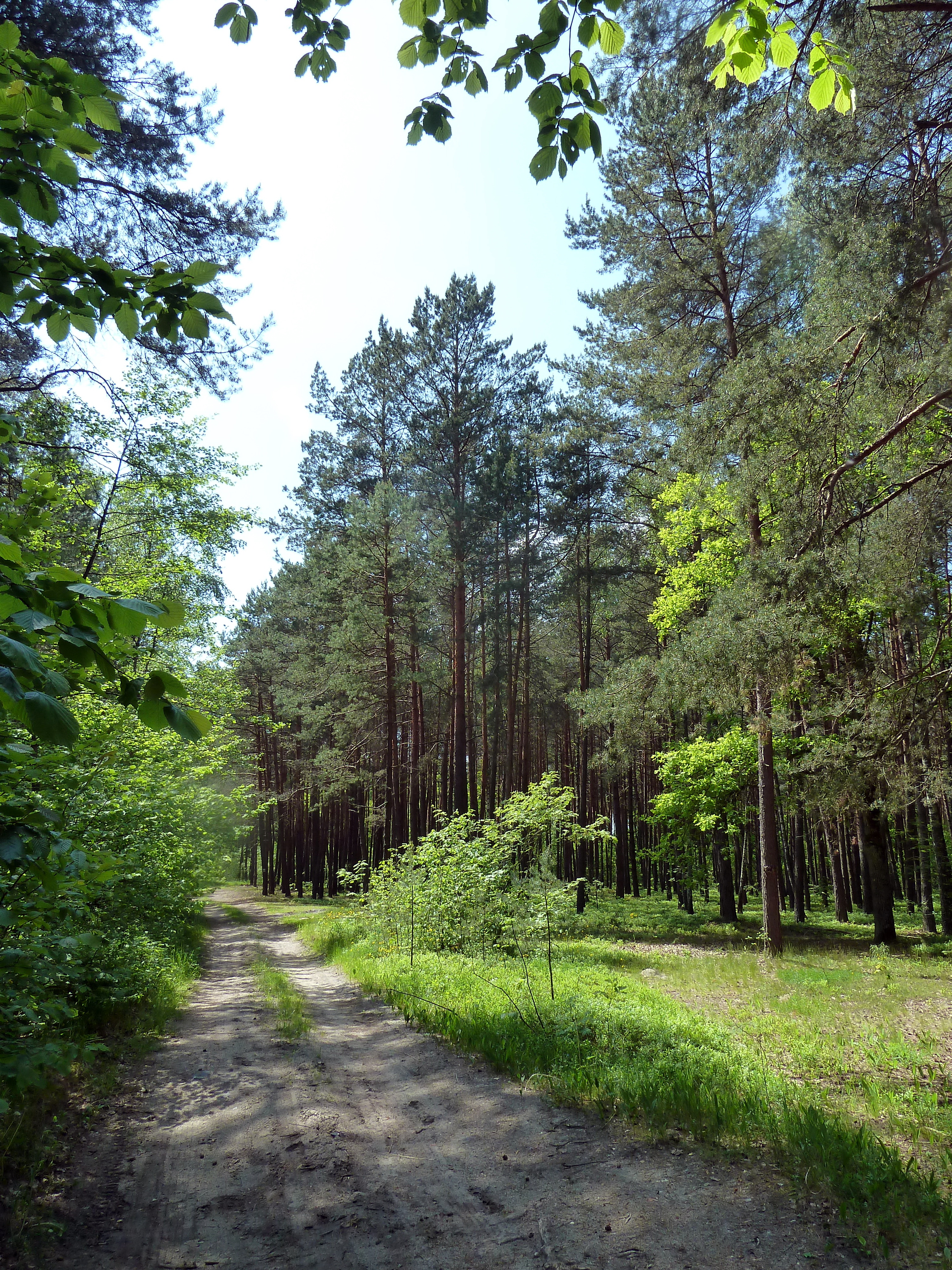
Соснові дерева
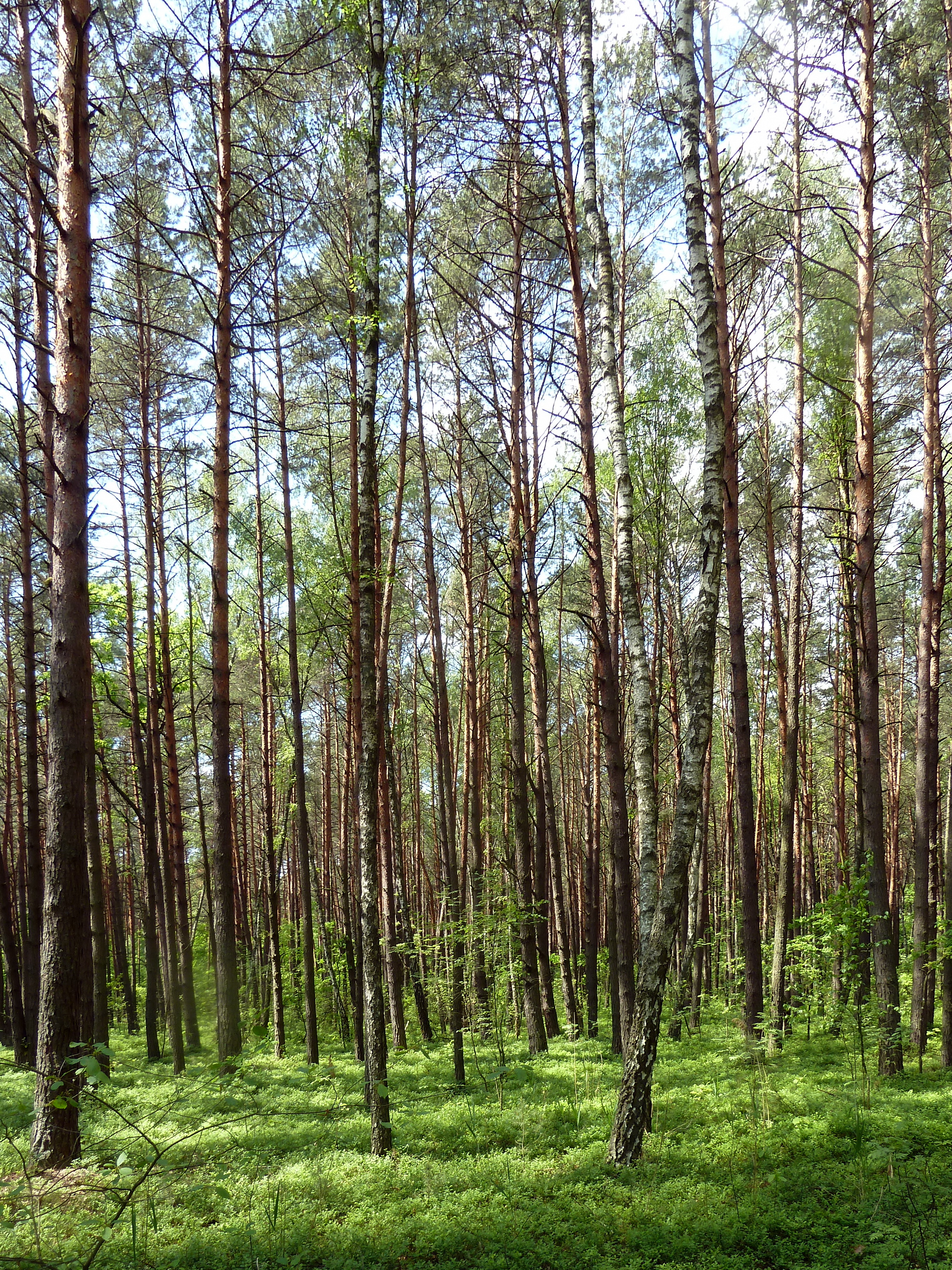
Березові і соснові дерева
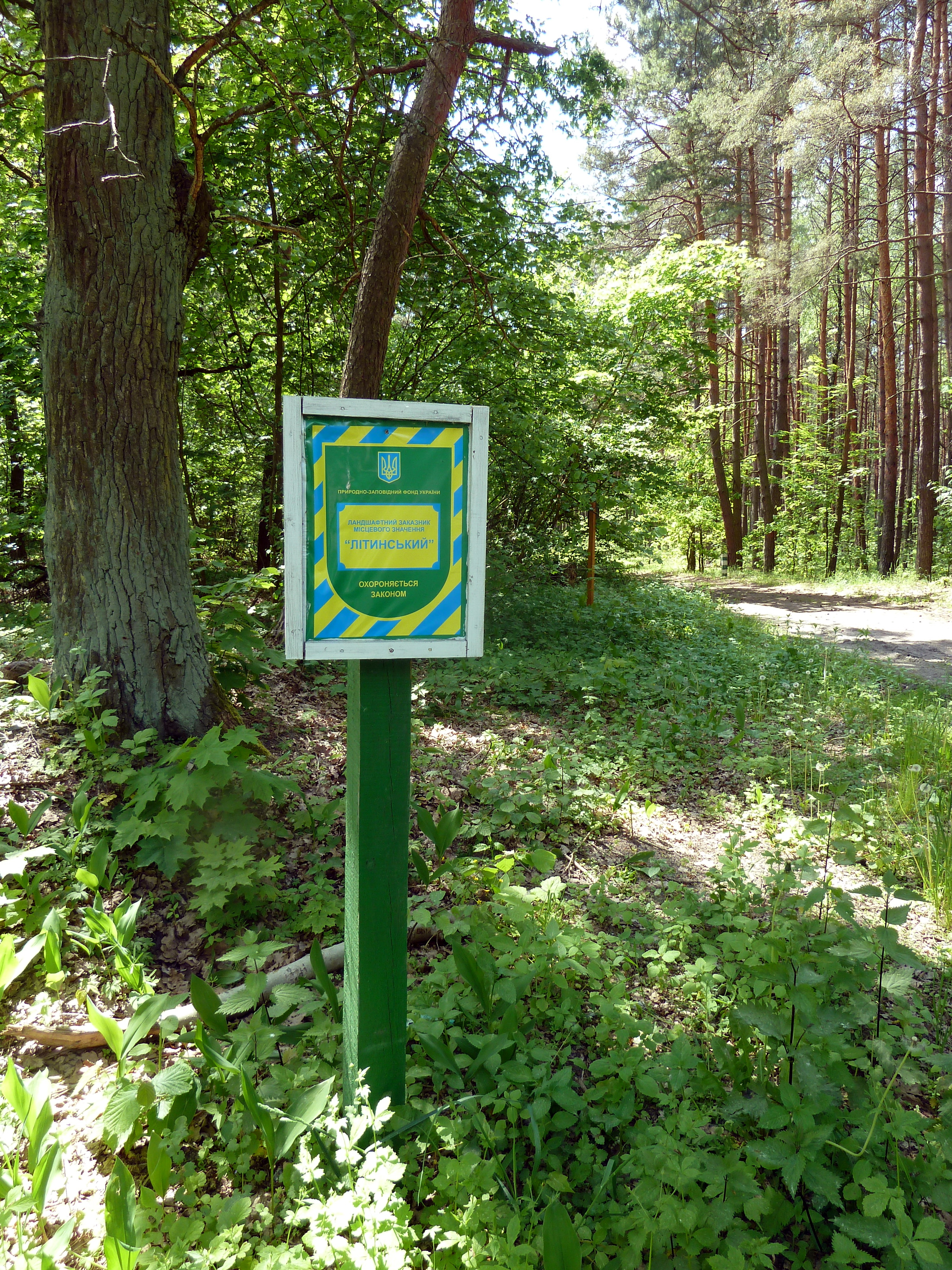
Охоронна дошка
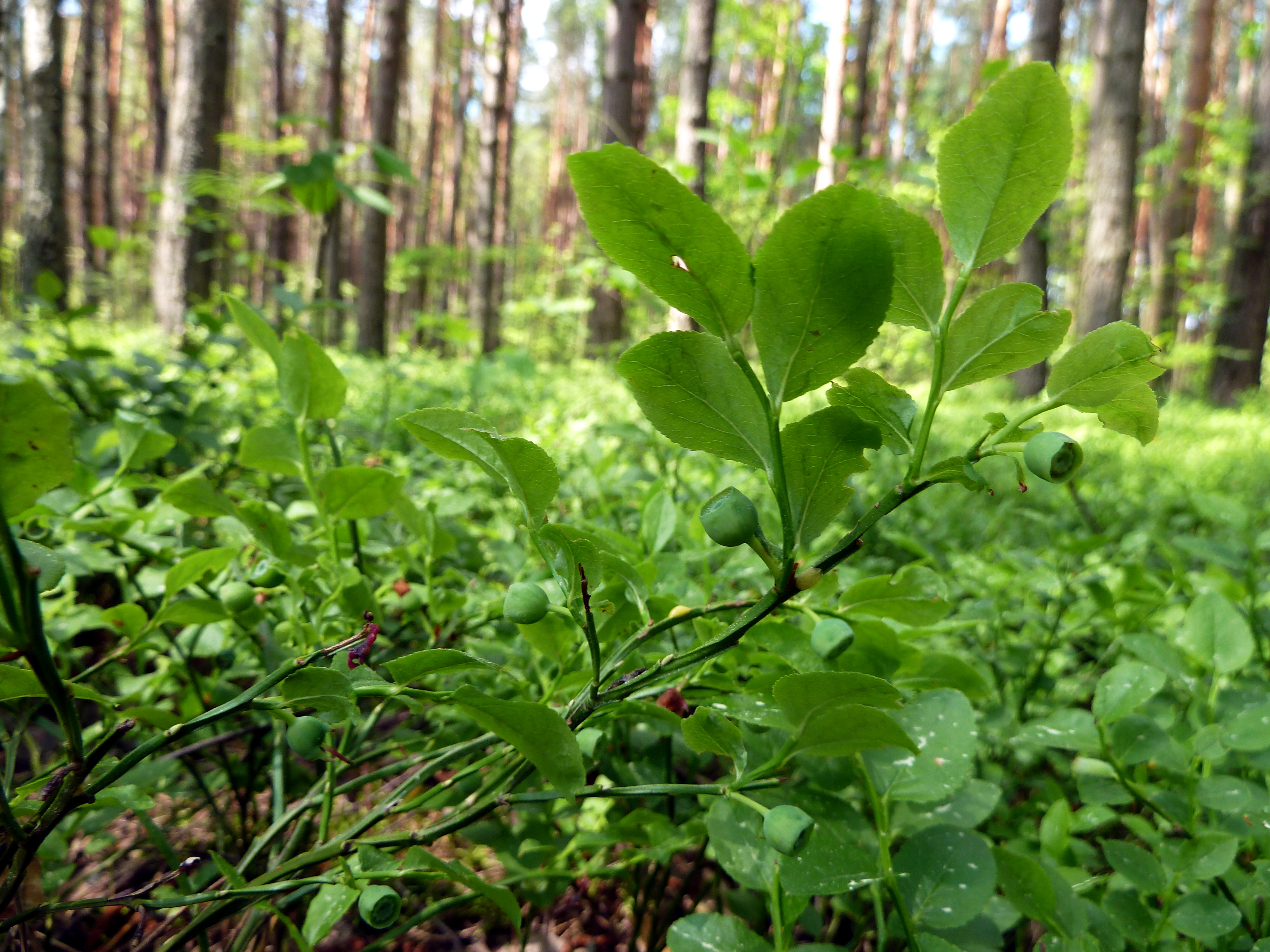
Чорниця у травні